# Primula dickieana
Primula dickieana är en viveväxtart som beskrevs av David Allan Poe Watt. Primula dickieana ingår i släktet vivor, och familjen viveväxter. Utöver nominatformen finns också underarten P. d. aureostellata.